# Morelly

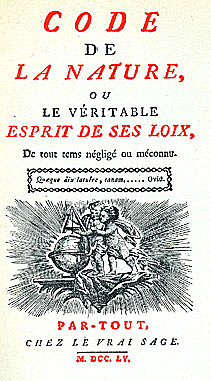
Kodeks natury, 1755

Étienne-Gabriel Morelly (ur. 1717 w Vitry-le-François, zm. 1778) – francuski filozof, przedstawiciel komunizmu utopijnego.

## Poglądy
Podobnie jak współczesny mu Jean-Jacques Rousseau uważał, że ludzie w stanie natury żyli w zgodzie, a dopiero powstanie cywilizacja, a zwłaszcza instytucja własności prywatnej wpłynęła na zepsucie i podział ludzi. W swoich poglądach nawiązywał także do Jana Mesliera.
Społeczeństwa, według Morelliego, dzieliły się na żyjące w zgodzie (np. pierwotne gminy chrześcijańskie) i "skażone" cywilizacją (społeczeństwa, w których istnieje własność prywatna – np. współczesne mu francuskie społeczeństwo). Dzięki zniesieniu własności prywatnej społeczeństwa zepsute, mogą wrócić do stanu kreowanego przez prawo natury.
Komunizm czyli stan, w którym własność najważniejszych dla społeczeństwa dóbr będzie wspólna. Według Morelliego istnieć będzie dzięki urzeczywistnieniu podstawowych zasad:
1. dobra istotne społecznie będą własnością społeczeństwa. Jednostki będą miały prawo do własność rzeczy osobistych,
2. każdy obywatel będzie uczestniczył czynnie w życiu i rozwoju społeczeństwa,
3. każdy będzie budował dobrobyt społeczny w miarę swoich możliwości.

Władza w ustroju komunistycznym, według Morelliego, należeć ma do: 
1. senatu wybieranego corocznie, spośród osób w wieku co najmniej 50 lat. Zadaniem senatu ma być tworzenie zrozumiałego dla wszystkich prawa,
2. rady najwyższej, która sprawować ma władzę wykonawczą pod kontrolą senatu,
3. naczelnika narodu.

## Główne prace
- Le Code de la nature (Kodeks natury), 1755 r. – przez wiele lat praca ta przypisywana była Denisowi Diderotowi[2],
- Essai sur le coeur humain ou Principes naturels de l'éducation, 1745 r.,
- Naufrage des îles flottantes ou la Basiliade du célèbre Pilpai, 1753 r.